# Distrito de Biel-Bienne
El distrito de Biel-Bienne (en Italiano: distretto di Bienna) es uno de los antiguos 26 distritos del cantón de Berna ubicado al noroeste del cantón. Con una superficie de 25 km² es el más pequeño de los distritos berneses. La capital del distrito era la ciudad de Biel/Bienne. Remplazado por el nuevo distrito administrativo de Biel/Bienne.

## Geografía
El distrito de Biel-Bienne es el único distrito oficialmente bilingüe del cantón de Berna. Limita al oeste y al norte con el distrito de Courtelary, al este con Büren, al este y sur con Nidau, y al suroeste con La Neuveville.

## Historia
En 1815 cuando fue firmada el Acta de Reunión, en el que se anexaban todos los territorios del antiguo Obispado de Basilea al cantón de Berna, la ciudad de Biel-Bienne al contrario del deseo de sus magistrados, no obtuvo el seguro de convertirse en capital distrital; el gobierno bernés la atribuyó a la bailía de Nidau. Es solo después de la revolución liberal de 1831 que el Gran Consejo Bernés decide, en 1832, de designar a Biel-Bienne como capital de un nuevo distrito, en el que se incluían las comunas de Bözingen/Boujean, Evilard y Vingelz/Vigneules; Vigneules fusionó con la ciudad de Biel-Bienne en 1900, Boujean en 1917, Madretsch y Mett/Mâche (hasta entonces parte del distrito de Nidau) en 1920.
Después de la revisión de la Constitución bernesa en 1950, el distrito es oficialmente bilingüe (59% germanófonos y 41% francófonos en 1990). Razón por la cual los alcaldes de Biel-Bienne y de Evilard propusieron en 2001 que el cantón le otorgara un estatus particular como el que se le dará a la región del Jura bernés. El distrito fue disuelto el 31 de diciembre de 2009, tras la entrada en vigor de la nueva organización territorial del cantón de Berna.

## Comunas
| Comuna      | Población (31.12.2006) | Superficie en km² | Densidad (hab/km²) |
| ----------- | ---------------------- | ----------------- | ------------------ |
| Biel/Bienne | 49.039                 | 21,60             | 2256               |
| Evilard     | 2325                   | 3,70              | 627                |
| Total (2)   | 51.363                 | 25,30             | 2018               |

- Datos: Q386141